# Morava Valles
Morava Valles je údolí na povrchu Marsu, které leží na jižní polokouli. Údolí je dlouhé 325 km. Pojmenováno bylo v roce 2008 po řece Moravě ležící na území České republiky. Oblast se nachází v kvadrantu Margaritifer Sinus.

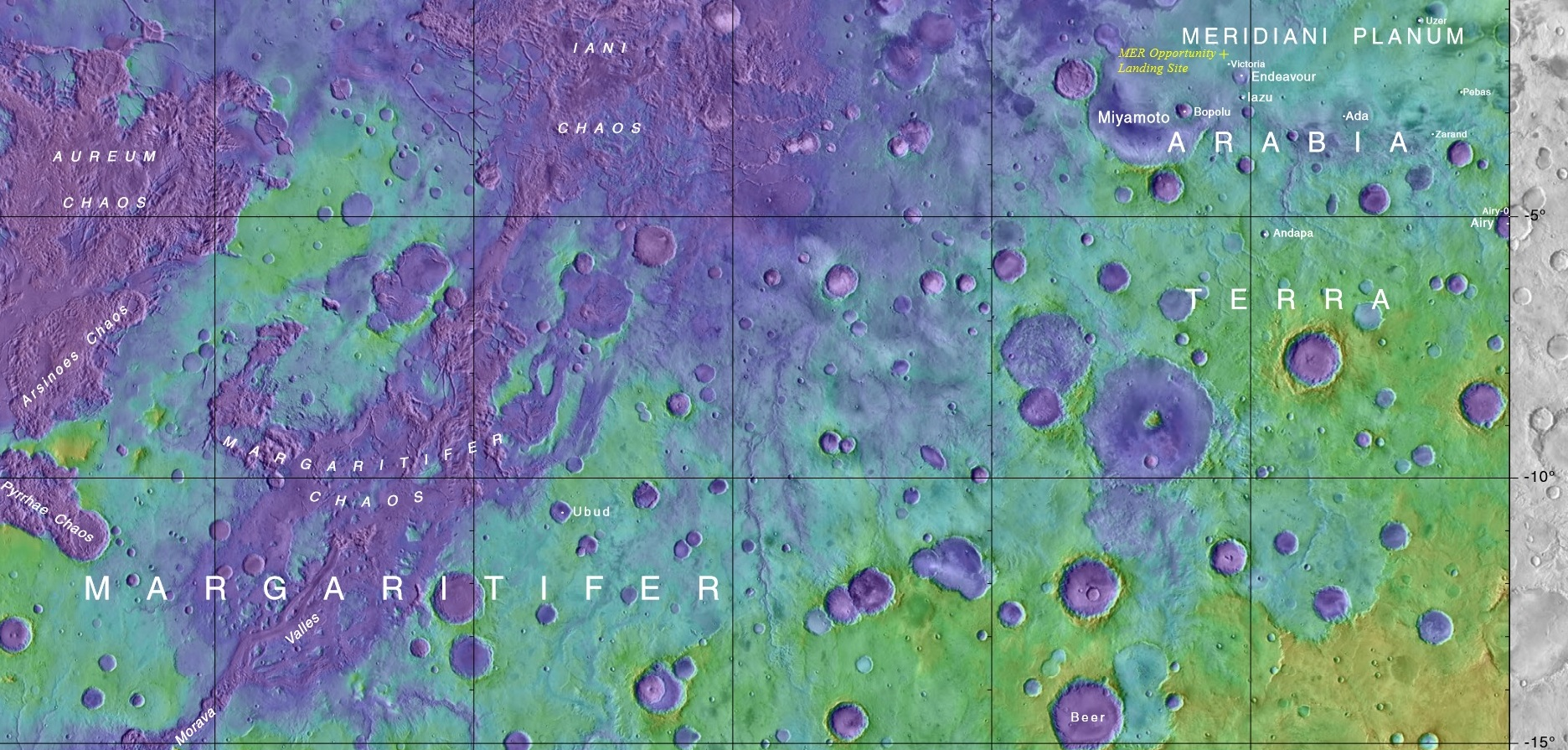
Zde je vyobrazené Morava Valles nalevo a napravo zhruba na stejné úrovni je kráter Beer, neboli také Pivo.